# Montchâlons
Montchâlons är en kommun i departementet Aisne i regionen Hauts-de-France i norra Frankrike. Kommunen ligger  i kantonen Laon-Sud som ligger i arrondissementet Laon. År 2022 hade Montchâlons 74 invånare.

## Befolkningsutveckling
Antalet invånare i kommunen Montchâlons
Referens: INSEE